# Фредриксхолм (крепость)
Фредриксхолм  (норв. Fredriksholm festning) — крепость в городе  Кристиансанн в Норвегии.

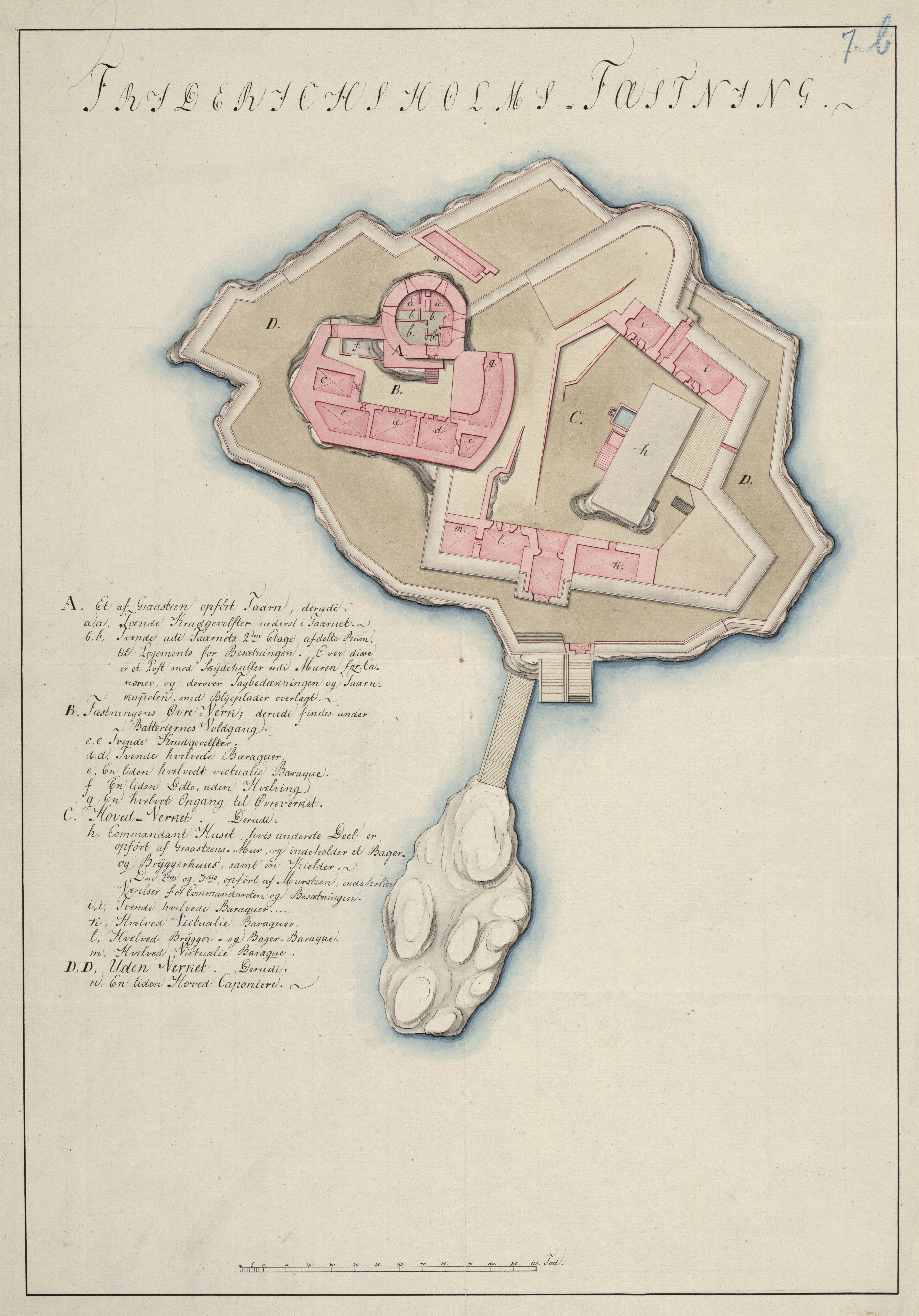
Карта крепости Фредрикшольм. 1800 год

## История
Для защиты порта Флеккерёй  в 1655 году было начато строительство двух крепостей крепости Фредриксхолм и крепости Кристиансё. Строительство крепости Кристиансё было остановлено 1 мая 1658 года, а строительные материалы были переданы для строительства Фредриксхолма. Фредриксхолм был назван в честь короля Дании Фредерика III. Строительство крепости было завершено в 1662 году.
Крепость состояла из двух ярусов — редута и башни с куполом и двумя артиллерийскими батареями. Крепость имела в своем арсенале 14 пушек на нижнем ярусе и 10 пушек батареи, расположенной в башне, эти орудия были от 2 до 34 фунтов. В 1700 году количество артиллерии в крепости было увеличено и составило 50 орудий. Гарнизон крепости в 1658 году составлял 24 человека. В зависимости от времени года или от существующей опасности гарнизон увеличивался или уменьшался. Так, летом он мог составлять 110 человек, а зимой могло быть около 30 человек. Всего крепость могла вместить 300 человек. 18 сентября 1807 года крепость Фредриксхолм была атакована британским флотом во главе с HMS Spencer. Британцы приняли решение взорвать крепость Фредриксхолм. Во время взрыва погибло четверо британских матросов. В 1808 году крепость была восстановлена и частично перестроена. В 1874 году крепость была выведена из эксплуатации. В наше время руины крепости являются туристической достопримечательностью и местом проведения различных культурно-массовых мероприятий города Кристиансанн.